# Жигергенський сільський округ
Жигерге́нський сільський округ (каз. Жігерген ауылдық округі, рос. Жигергенский сельский округ) — адміністративна одиниця у складі Казигуртського району Туркестанської області Казахстану. Адміністративний центр — село Жигерген.
Населення — 4260 осіб (2021; 4297 у 2009, 3889 у 1999, 2914 у 1989).
Станом на 1989 рік існувала Жанабазарська сільська рада (села 20 літ Казахської РСР, Айнатас, Верхній Жилибулак, Жанабазар, Жанажол, Жанаталап, Жанатурмис, Жигерген, Жумисши, Карабастау, Кизилата, Кизилбулак, Кокібел, Майбулак, Тесіктобе, Тілектес, Ульгілі, Ушбулак, селища Женіс, Угам). 1997 року села Айнатас, Жигерген, Кизилата, Кизилбулак, Кокебель (колишнє село Кокібел), Майбулак, Тесіктобе, Угам утворили Кокебельський сільський округ. Пізніше села Айнатас, Жигерген, Кизилбулак, Тесіктобе, Угам утворили окремий Жигергенський сільський округ.

## Склад
До складу округу входять такі населені пункти:
| Населений пункт  | Колишні назви | Населення, осіб (1989) | Населення, осіб (1999) | Населення, осіб (2009) | Населення, осіб (2021) |
| ---------------- | ------------- | ---------------------- | ---------------------- | ---------------------- | ---------------------- |
| Айнатас, село    | -             | 861                    | 1215                   | 1449                   | 786                    |
| --Амантайкора    | -             | -                      | -                      | -                      | 4                      |
| --Бейсенколкора  | -             | -                      | -                      | -                      | 7                      |
| --Тауиккора 1    | -             | -                      | -                      | -                      | 2                      |
| --Тауиккора 2    | -             | -                      | -                      | -                      | 10                     |
| Дікан, село      | -             | -                      | -                      | -                      | 597                    |
| Жигерген, село   | -             | 939                    | 1222                   | 1155                   | 1201                   |
| Кизилбулак, село | -             | 202                    | 266                    | 363                    | 362                    |
| Тесіктобе, село  | -             | 796                    | 1052                   | 1209                   | 1215                   |
| --Акрамкора      | -             | -                      | -                      | -                      | 9                      |
| --Еміркора       | -             | -                      | -                      | -                      | 6                      |
| --Жакайкора      | -             | -                      | -                      | -                      | 6                      |
| --Жанайкора      | -             | -                      | -                      | -                      | 8                      |
| --Киркимкора     | -             | -                      | -                      | -                      | 6                      |
| --Полаткора      | -             | -                      | -                      | -                      | 5                      |
| --Шалкаркора     | -             | -                      | -                      | -                      | 10                     |
| Угам, село       | -             | 116                    | 136                    | 121                    | 26                     |